# Curt Dizon
Curt-Jordan Perez Dizon (* 4. Februar 1994 in London) ist ein philippinischer Fußballspieler.

## Karriere

### Verein
Das Fußballspielen lernte Curt Dizon bei Crystal Palace in deren U-16-Akademie in London. Seinen ersten Vertrag unterschrieb er 2013 beim spanischen Verein Gimnástica Segoviana in Segovia. 2014 wechselte er in die Philippinen, wo er einen Vertrag bei Global Cebu unterschrieb. 2015 wechselte er innerhalb der Philippinen zu Meralco Manila. Hier spielte er bis 2017. 2018 ging er kurzfristig zu seinem alten Verein Global Makati. Im gleichen Jahr unterschrieb er einen Vertrag in Bacolod City bei Ceres-Negros FC. Hier spielte er bis Juli 2019. Im Juli 2019 wechselte er nach Thailand und unterzeichnete einen Vertrag beim Erstligisten Chonburi FC. Von Anfang 2020 bis Ende 2020 war er vertrags- und vereinslos. Ende Dezember 2020 kehrte er nach Thailand zurück und schloss sich dem Erstligisten Ratchaburi Mitr Phol aus Ratchaburi an. Nachdem er für Ratchaburi nicht zum Einsatz gekommen war, wechselte er Mitte März 2020 in sein Heimatland. Hier unterschrieb er einen Vertrag beim United City FC. Bei dem Erstligisten aus Bacolod City stand er bis Dezember 2022 unter Vertrag. Am 22. Dezember 2022 unterschrieb er in Malaysia einen Vertrag beim Erstligisten Penang FC. Für den Verein kam er einmal in der ersten Liga zum Einsatz. Nach der Hinserie wurde sein Vertrag aufgelöst. Anfang August 2023 nahm ihn der Erstligist Kaya FC-Iloilo aus den Philippinen unter Vertrag.

### Nationalmannschaft
Von 2015 bis 2018 spielte Curt Dizon viermal in der U-23-Nationalmannschaft der Philippinen. Seit 2014 ist er Bestandteil der philippinischen Nationalmannschaft. Bis heute lief er 16 Mal für die Nationalmannschaft auf. Sein Debüt gab er beim Freundschaftsspiel am 11. April 2014 gegen Nepal.

## Erfolge
Global Makati FC
United Football League Division: 2014
United City FC
PFL Cup: 2022